# Avenida Caupolicán (Temuco)
La avenida Caupolicán es una arteria vial de Temuco, Chile. Recorre 4,84 kilómetros de la ciudad, naciendo en la intersección de la calle Ziem con la avenida Rudecindo Ortega y terminando en el puente Cautín. Posee doble calzada en todo su trazado. Gran parte de su recorrido (2,7 kilómetros) es en diagonal, en un ángulo de cuarenta y cinco grados con respecto al esquema damero fundacional. Fue proyectada en el primer Plan Regulador de Temuco, creado basándose en una propuesta del ingeniero civil Teodoro Schmidt, aprobado en 1892, y ejecutado por el también ingeniero Cristian Sommermeir. Hasta la creación del baipás que rodea Temuco, Caupolicán y Rudecindo Ortega eran el paso de la Ruta 5 (la Carretera Panamericana en Chile) por la urbe.

## Recorrido
Se inicia en el sector Pueblo Nuevo como continuación de la avenida Rudecindo Ortega. Avanza hacia el suroeste. Bordea la Villa Providencia y el colegio homónimo. Entra al sector Centro de Temuco junto a la Biblioteca Galo Sepúlveda. Se convierte en el límite del barrio Coilaco y pasa a metros de la plaza Teniente Dagoberto Godoy. Continúa en las inmediaciones del Centro Comercial Carrusel, el conjunto de edificios Remodelación Caupolicán, la Torre Caupolicán y el Colegio Bautista. A la altura del Liceo Bicentenario, ingresa en el sector Poniente. Luego, llega al sector Universidad y gira hacia el sur, siendo el límite del barrio Población Imperial y del sector Las Quilas. También llega hasta la sede de Temuco de la Escuela de Formación de Carabineros. Termina después de cruzar el paso superior Recabarren, al llegar al puente Cautín.